# The Frozen Tears of Angels
The Frozen Tears of Angels je osmé studiové album italské powermetalové hudební skupiny Rhapsody of Fire. Vydáno bylo 30. dubna 2010 společností Nuclear Blast. Skupina měla materiál pro nahrávání alba připravený již v roce 2008, kvůli soudnímu sporu se svým bývalým vydavatelem Magic Circle Music ovšem musela na téměř dva roky pozastavit svoji činnost.

## Seznam skladeb
Hudbu složil(i) Alex Staropoli, texty napsal(i) Luca Turilli, není-li uvedeno jinak.
| Pořadí         | Název                      | Text           | Délka |
| -------------- | -------------------------- | -------------- | ----- |
| 1.             | Dark Frozen World          |                | 2:13  |
| 2.             | Sea of Fate                | Fabio Lione    | 4:49  |
| 3.             | Crystal Moonlight          |                | 4:26  |
| 4.             | Reign of Terror            |                | 6:53  |
| 5.             | Danza di Fuoco e Ghiaccio  |                | 6:26  |
| 6.             | Raging Starfire            |                | 4:57  |
| 7.             | Lost in Cold Dreams        | Fabio Lione    | 5:14  |
| 8.             | On the Way to Ainor        |                | 6:59  |
| 9.             | The Frozen Tears of Angels | Fabio Lione    | 11:17 |
| 10.            | Labyrinth of Madness       |                | 3:58  |
| Celková délka: | Celková délka:             | Celková délka: | 53:03 |

## Obsazení
- Fabio Lione – zpěv
- Luca Turilli – kytara
- Patrice Guers – basová kytara
- Alex Staropoli – klávesy
- Alex Holzwarth – bicí

Hosté
- Dominique Leurquin – kytara
- Christopher Lee – proslovy